# Lasse Andersson (handbollsspelare)
Lasse Andersson, född 11 mars 1994, är en dansk handbollsspelare, som spelar för Füchse Berlin och det danska landslaget. Han är högerhänt och spelar i anfall som vänsternia.
2021 var han med och tog VM-guld i Egypten. Han var även med och tog silver i OS 2020 i Tokyo.
Han har med KIF Kolding blivit dansk mästare två gånger (2014, 2015) och vunnit danska cupen en gång (2013). Med FC Barcelona vann han den spanska ligan 4 gånger (2017, 2018, 2019, 2020), och samma årtal vann han även Copa del Rey, Copa ASOBAL, och Supercopa ASOBAL. Med Barcelona vann han också IHF Super Globe tre gånger (2017, 2018, 2019). Med Füchse Berlin vann han EHF European League 2023.